# PCI-SIG
PCI-SIG, PCI Special Interest Group — некоммерческая организация, основанная в 1992 году. Задача PCI-SIG состоит в разработке и поддержке стандартов шины PCI.
Штаб-квартира организации находится в США в городе Бивертон в штате Орегон.

## Структура
Совет директоров PCI-SIG состоит из представителей компаний Intel, Microsoft, IBM, AMD, Sun Microsystems, HP, Broadcom, Agilent Technologies и NVIDIA.
Председателем и президентом PCISIG является Эл Янс (Al Yanes), главный инженер IBM. Исполнительным директором PCI SIG является Рин Преснелл (Reen Presnell), вице-президент и генеральный менеджер VTM Group.
Всего в составе PCI-SIG более 900 компаний-участников.

## Деятельность
Спецификации PCI-SIG доступны для скачивания членам организации. Стоимость членства — $4000 в год на 2016 год, в 2025 году — $5000
CD-диск со всеми спецификациями и бумажные версии разных спецификаций продаются на сайте организации.